# Lettonie aux Jeux paralympiques d'été de 2016
La Lettonie participe aux Jeux paralympiques d'été de 2016 à Rio de Janeiro. Il s'agit de la septième participation de ce pays aux Jeux paralympiques d'été.

## Médaillés
| Médaille | Nom               | Sport      | Discipline                      | Date         |
| -------- | ----------------- | ---------- | ------------------------------- | ------------ |
| Or       | Aigars Apinis     | Athlétisme | Lancer de disque hommes F51/52  | 8 septembre  |
| Or       | Diāna Dadzīte     | Athlétisme | Lancer de javelot femmes F55/56 | 10 septembre |
| Bronze   | Edgars Bergs (en) | Athlétisme | Lancer de poids hommes F35      | 12 septembre |
| Bronze   | Diāna Dadzīte     | Athlétisme | Lancer de disque femmes F55     | 17 septembre |

| Médailles par sport | Médailles par sport | Médailles par sport | Médailles par sport | Médailles par sport |
| ------------------- | ------------------- | ------------------- | ------------------- | ------------------- |
| Sport               | Médaille d'or       | Médaille d'argent   | Médaille de bronze  | Total               |
| Athlétisme          | 2                   | 0                   | 2                   | 4                   |
| Total               | 2                   | 0                   | 2                   | 4                   |